# العمل المأجور ورأس المال

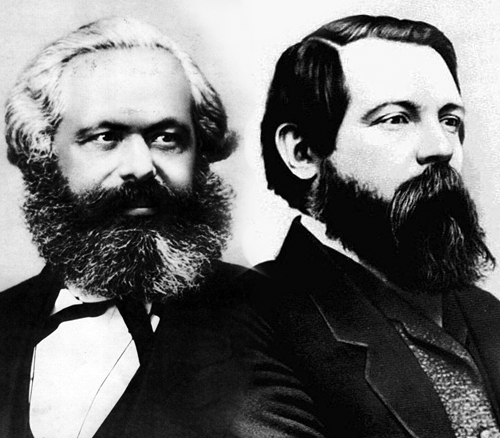
'كارل ماركس' و'فريدريك اينغلس'

العمل المأجور ورأس المال (بالألمانية: "Lohnarbeit und Kapital")‏ مقالة عن الاقتصاد بقلم كارل ماركس، كتب في 1847 ونشرت لأول مرة في نويه راينش تسايتونج في أبريل عام 1849. يعتبر العديديون هذا المقال إرهاصة لكتب ماركس المهم رأس المال.

## الوصف
الأفكار التي تم التعبير عنها في المقال بها إمعان فكري اقتصادي شامل جدا كما أنه وضع جانبا بعض مفاهيمه المادية للتاريخ مؤقتا. ومع ذلك، فقد بدأ هذا المقال في إظهار الأساس المنطقي العلمي المتزايد لأفكاره عن "العمل المغترب"، الذي في منظور ماركس سيؤدي في النهاية إلى ثورة البروليتاريا.
يعتبر العمل المأجور ورأس المال بمثابة «مراقبة اقتصادية وعلمية متعمقة حول كيفية عمل الاقتصاد الرأسمالي، ولماذا كان استغلالا، وفي نهاية المطاف لماذا ينفجر في نهاية المطاف من الداخل».[بحاجة لمصدر]
بعض الموضوعات الرئيسية التي تدرسها المقالة هي حول القوى العاملة والعمل، وكيف تتحول قوة العمل إلى سلعة. كما يعرض نظرية قيمة العمل التي تزيد الاختلافات المميزة بين العمل والقوى العاملة. كما يدرس المقال السلعة وكيف تؤثر المبادئ الاقتصادية للعرض والطلب على تسعير بعض السلع. وبعيدا عن ذلك يستكشف المقال كيف أن رأس المال والرأسمالية لا يخدمان أي غرض سوى اكتساب المزيد منه، ما يعتبره ماركس وسيلة غير منطقية للعيش.

## وصلات خارجية
- العمل المأجور ورأس المال في موقع أرشيف الماركسيين العرب.

لم يتم العثور على روابط لمواقع التواصل الاجتماعي.